# Euadné
Euadné (görögül: Ἐυάδνη) a görög mitológiában Iphisz vagy Phülax leánya, Kapaneusz felesége.

## Története
Euadné nem tudta elviselni férje elvesztését, ezért halotti máglyáján ő is elemésztette magát. Ezt az először Euripidész által feldolgozott motívumot később sokszor felhasználták ókori szerzők a hitvesi hűség példájaként. Kapaneusz és Euadné fia volt Szthenelosz argoszi király, a trójai háború résztvevője.